# 流花街道
流花街道是中国广东省广州市越秀区辖下的一个街道。辖区总面积1.81平方公里。有居民4605户、19295人。

## 行政区划
流花街道下辖以下地区：
桂花岗社区、桂花苑社区、火车站社区、流花桥社区、兰圃社区和花果山社区。

## 交通

### 地铁
█广州地铁2号线：广州火车站、越秀公园站

█广州地铁5号线：广州火车站

█广州地铁11号线：流花站